# Франсуа Веєрган
Франсуа Веєрган (фр. François Weyergans; 2 серпня 1941, Еттербек — 27 травня 2019) — бельгійський письменник, лауреат Гонкурівської премії (2005) за роман «Три дні у моєї матері».

## Біографія
Франсуа Веєрган народився 2 серпня 1941 року в Еттербеці (Брюссель), Бельгія в родині письменника Франца Веєрганса.
Здобув освіту в Брюсселі, в коледжі Сен-Мішель, після чого поступає в Парижі на курси Інституту Вищих Кінематографічних Досліджень (IDHEC), де цікавиться фільмами Робера Брессона і Жана-Люка Годара. Незабаром він починає писати для Cahiers du cinéma.
У 1961 році зняв свій перший фільм про Моріса Бежараа, що призвело до його виключення зі школи, так як учням було заборонено знімати професійні фільми.
У 1981 році опублікував роман «Macaire le Copte», за який отримав премію Росселя в Бельгії, а також французьку премію «Deux Magots». Після цього Франсуа Веєрган повністю присвятив себе літературі.
У 2005 році його роман «Trois Jours Chez ма mère» (Три дня у моєї матері) був удостоєний Гонкурівської премії.
26 березня 2009 року був обраний членом Французької академії.

## Твори
- 1968 — Саломея / Salomé
- 1973 — Блазень / Le Pitre
- 1979 — Берлін у середу / Berlin mercredi
- 1980 — Фігуранти / Les Figurants
- 1981 — Макарій Коптський / Macaire le Copte
- 1983 — Пліт Медузи / Le Radeau de la Méduse
- 1986 — Життя немовляти / La Vie d'un bébé
- 1988 — Француженки французи / Françaises Français
- 1989 — Я письменник / Je suis écrivain
- 1990 — Сміятися й плакати / Rire et pleurer
- 1992 — Слабоумство боксера / La Démence du boxeur
- 1997 — Франц і Франсуа / Franz et François
- 2005 — Три дні в моєї матері / Trois jours chez ma mère
- 2012 — Королівський роман / Royal Romance